# Círculo de quintas

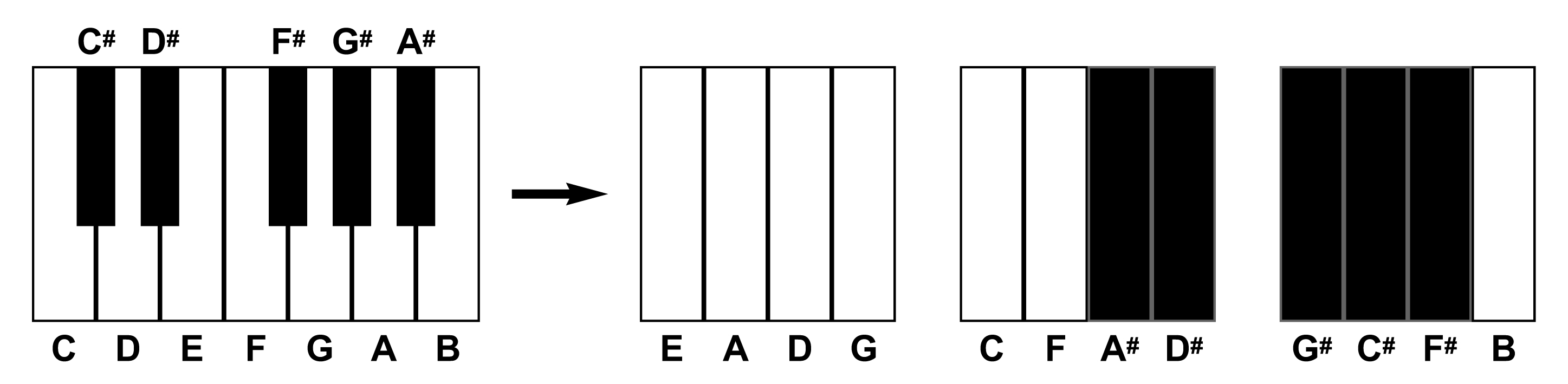
Círculo de quintas

Círculo de quintas é um espaço geométrico circular que descreve as relações entre as doze notas da escala cromática de temperamento igual. Ao tocarmos uma nota qualquer da escala e irmos ascendendo sucessivamente por intervalos de quinta justa usando igual temperamento, chegamos sempre a mesma nota uma oitava acima, depois de passarmos por todas as outras da escala cromática. Como o espaço é circular, é também possível seguir a sucessão em sentido contrário, subtraindo intervalos de quinta justa. Nesse caso, obtemos uma sucessão de intervalos de quinta justa descendente. Pelo fato da inversão da quinta justa ser uma quarta justa, algumas pessoas entendem que, ao girar no sentido anti-horário, o movimento é o de quartas justas ascendentes, o que faz com que chamem o Ciclo das Quintas de Ciclo das Quartas. Entretanto, o correto é que só há o Ciclo das Quintas, e o movimento anti-horário segue o intervalo de quintas justas descendentes (do Dó para o Fá: Dó, Si, Lá, Sol e Fá).

## Coma Pitagórica
Se usarmos quintas perfeitas naturais, ou Quintas Justas Puras, o espaço deixa de ser circular. Esta quinta justa pura corresponde exatamente à relação de 3:2 entre as frequências fundamentais de dois sons. Por exemplo, se tomarmos o Lá3 440 Hz como referência, a quinta justa pura acima corresponderá ao Mi4 660 Hz. A quinta justa aparece em terceira posição na série harmônica, ou seja, sua frequência é o triplo da frequência da nota fundamental, entretanto, ela está a um intervalo de 12ª da fundamental, e para ser rebaixada uma oitava, basta dividir sua frequência pela metade. Daí vem o 3:2, é a metade do triplo. Ainda no exemplo do Lá3, a frequência  fundamental (F0) tem  frequência 440 Hz; o primeiro harmônico, que é o Lá4, tem o dobro da frequência, ou seja, 880 Hz; já o segundo harmônico é uma quinta acima do segundo (Mi5), tendo o triplo da frequência da nota fundamental, ou seja, 1320 Hz, que, se for dividido por dois para soar uma oitava abaixo (Mi4), dá 660 Hz. Se esse processo for continuado até completar os doze semitons, ascendendo sucessivamente doze intervalos de quinta, não chegamos exatamente a uma oitava acima, ou, em outras palavras, a frequência da nota não será exatamente o dobro da primeira (no exemplo anterior, a frequência da nota final não será 880 Hz). Isto se deve ao fato de que 3n=2m, nunca se verifica para n e m inteiros. Ou seja, usando intervalos de quinta que correspondem a um fator 3n ou 3n/2k entre frequências, nunca obteremos oitavas perfeitas, as quais correspondem a um fator 2m).
O ciclo de quintas naturais resulta nos intervalos, expressos em frações (razão) e em cents, que se apresentam em seguida:
| razão         | nota   | cents    |
| ------------- | ------ | -------- |
| 8192/6561     | (Fá♭)  | 384,36   |
| 4096/2187     | (Dó♭)  | 1086,315 |
| 1024/729      | (Sol♭) | 588,27   |
| 256/243       | (Ré♭)  | 90,225   |
| 128/81        | (Lá♭)  | 792,18   |
| 32/27         | (Mi♭)  | 294,135  |
| 16/9          | (Si♭)  | 996      |
| 4/3           | (Fá)   | 498      |
| 1/1           | (Dó)   | 0        |
| 3/2           | (Sol)  | 701,9    |
| 9/8           | (Ré)   | 203,9    |
| 27/16         | (Lá)   | 905,9    |
| 81/64         | (Mi)   | 407,8    |
| 243/128       | (Si)   | 1109,8   |
| 729/512       | (Fá♯)  | 611,7    |
| 2187/2048     | (Dó♯)  | 113,68   |
| 6561/4096     | (Sol♯) | 815,64   |
| 19683/16384   | (Ré♯)  | 317,595  |
| 59049/32768   | (Lá♯)  | 905,9    |
| 177147/131072 | (Mi♯)  | 521,505  |
| 531441/262144 | (Si♯)  | 1223,46  |

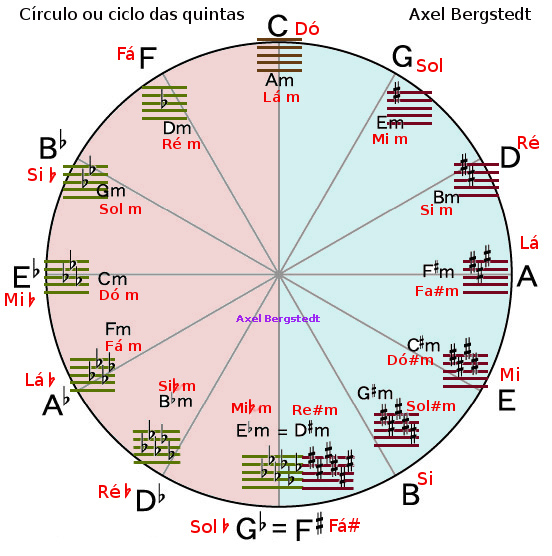
Diagrama do Ciclo de quintas.

Como se pode ver, em vez de um dó uma oitava acima, obtemos um Si♯ que dista 1223,46 cents de dó, em vez de distar 1200 cents. É a essa diferença de -23,46 cent que se chama de coma pitagórica. A história dos sistemas de temperamentos roda em volta de vários esquemas de alteração dos intervalos de quinta de modo que o ciclo de quintas resulte num intervalo de oitava, tentando alcançar o maior número de intervalos o mais perto dos naturais que for possível.
Na escala pitagórica, usavam-se exatamente esses intervalos, resultando num ciclo de 11 quintas perfeitas: Mi♭ - Si♭ - Fá - Dó - Sol - Ré - Lá - Mi - Si - Fá♯ - Dó♯ - Sol♯. A 12.ª quinta usada era (Ré♯ - Mi♭), para fechar o círculo. Essa quinta correspondia a um intervalo de 678,485 cent, em vez de 701,9 cent, absorvendo toda a coma ditónica, ficando assim dissonante. Por essa razão se chamava a "quinta do lobo", por ficar "uivando". Note que na escala pitagórica, as notas enarmónicas distam da coma pitagórica. Os sustenidos são mais agudos do que os bemóis correspondentes. Por exemplo, Fá♯ é uma nota mais aguda do que Sol♭. Na escala de temperamento igual, as quintas perfeitas não são naturais, sendo todas encurtadas de 701,9 cent, para 700 cent, ficando ligeiramente desafinadas em relação ao terceiro harmónico da nota fundamental. 

## Utilidade
O Círculo ou Ciclo das Quintas pode ser usado para diversas finalidades, como: 1) para compreender as tonalidades, os tons vizinhos e a quantidade de acidentes/alterações na Armadura da Clave; 2) visualizar melhor cadências e progressões harmônicas, já que o movimento de quinta descendente corresponde à cadência perfeita (resolução harmônica com o movimento Dominante - Tônica). Assim, a memorização do Ciclo das Quintas permite harmonizar, improvisar e analisar melhor os trechos de uma música. Por exemplo, uma cadência típica na harmonia tradicional seria:
Dó maior - Ré menor 7 - Sol 7 - Dó maior: repare como as notas ou graus dos acordes seguem o ciclo de quintas no sentido anti-horário.

## Tons vizinhos e tons afastados
Ao lado direito de um tom (tônica) encontra-se a dominante (5º grau da escala), no exemplo de C é o G. Ao lado esquerdo se encontra a subdominante (grau IV). Em baixo do tom se encontra o tom relativo (grau VI a partir do tom original que é chamado de sobredominante ou relativa da tônica). Esses três acordes são os vizinhos diretos do tom ou da tônica, que são os mais importantes na harmonização de músicas. (Se o tom ou a tônica é menor, vale o mesmo: os três tons vizinhos são a dominante na direita e a subdominante na esquerda e o tom relativo em cima, então no caso de Em seriam Bm, Am e G. Porém, na prática da harmonização a dominante menor é muitas vezes substituída pelo mesmo acorde em maior, no exemplo anterior então seria B em lugar de Bm.) Os dois tons relativos em cima ou em baixo da dominante e subdominante são chamados de tons vizinhos indiretos, eles são como parentes de segundo grau. Eles representam o grau II (supertônica ou relativa da subdominante) e grau III (mediante ou relativa da dominante). 
Achamos, então, os seis primeiros graus da escala ao redor de um tom, e eles são os tons vizinhos (como uma família ou um grupo de amigos). Para harmonizar uma melodia se usam principalmente esses acordes. Em músicas simples como cânticos, hinos e músicas populares eles representam mais de 90% dos acordes. Acontece, porém, que uma música faz uma modulação e passa a ter temporariamente uma nova tônica. Na maioria das vezes a dominante vira a nova tônica. No trecho respectivo se usam os tons vizinhos da nova tônica.

## Tom homônimo
Chama-se de tom ou tonalidade homônima aquela que leva o mesmo nome, mas é do outro modo (por exemplo: Dó maior e Dó menor, Sol maior e Sol menor). Os dois modos -- maior e menor -- têm uma grande afinidade, a maioria dos notas são coincidentes, por isso eles também podem ser chamados de "tons próximos" (embora que não estejam muito avizinhados no círculo das quintas). Assim, B é um tom homônimo de Bm e vice-versa.